# Kartause Eisenach

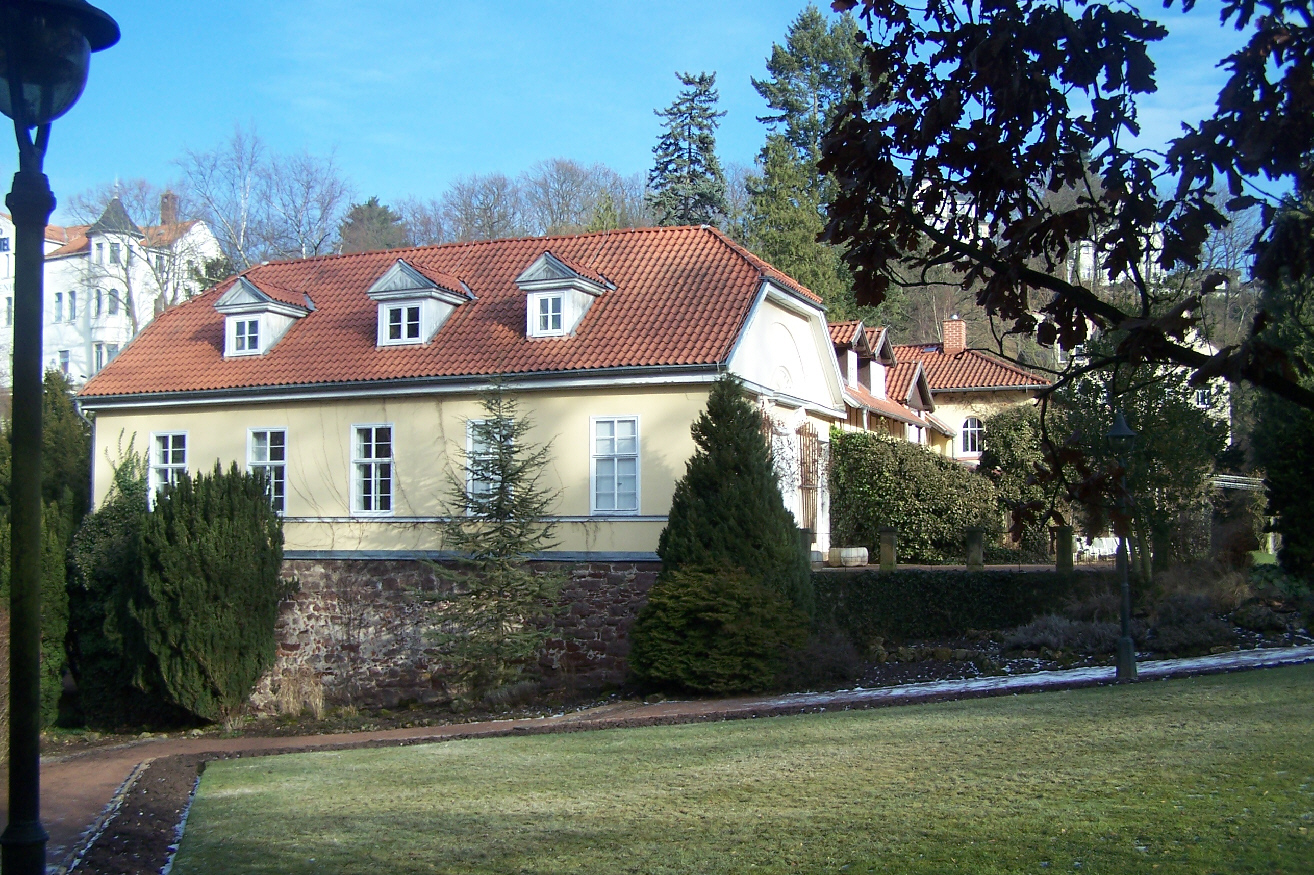
Das Gärtnerhaus im Kartausgarten zeigt letzte Baureste des Kartäuserklosters

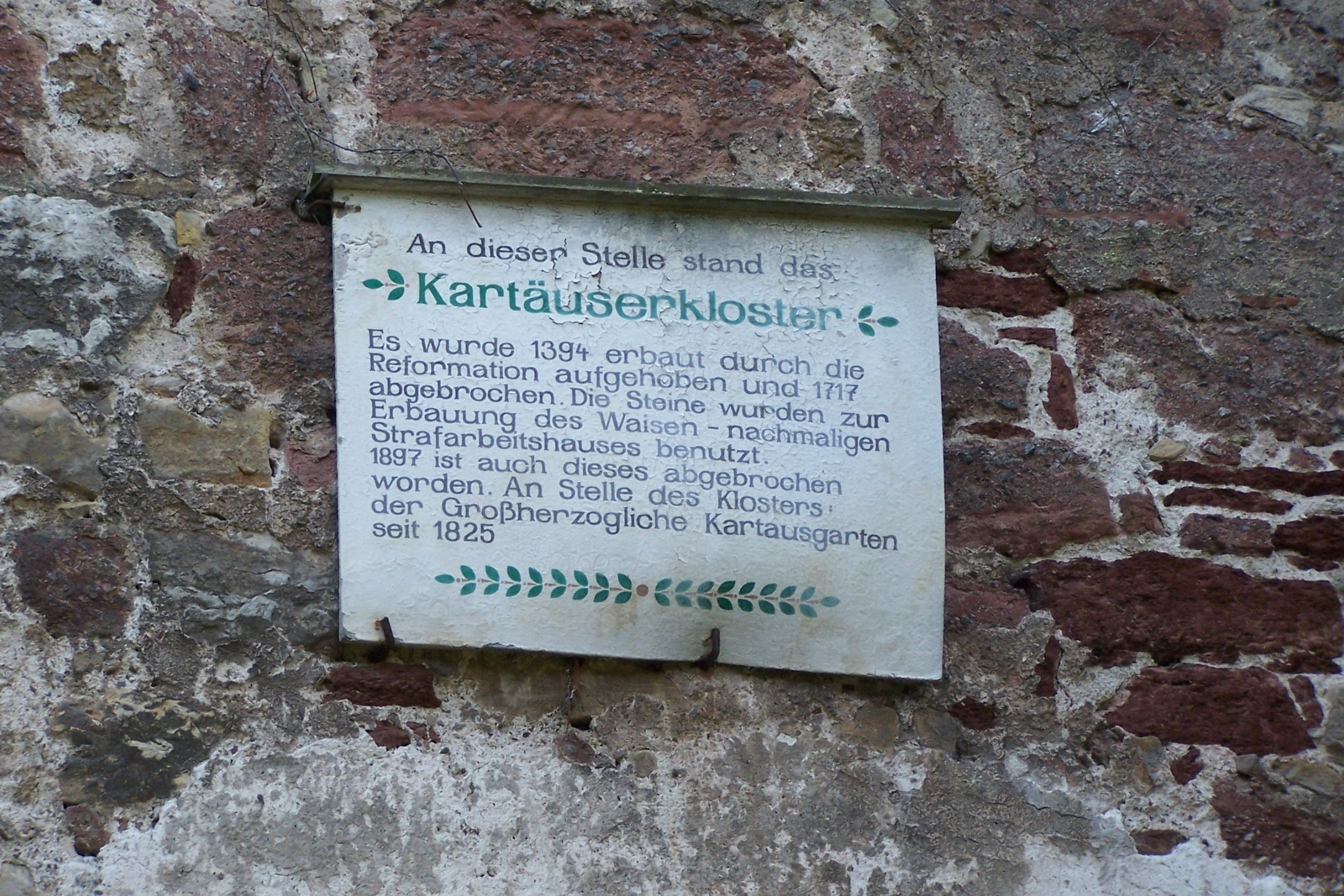
Ein jetzt entferntes improvisiertes Hinweisschild an der Nordmauer des Hauses

Die Kartause Eisenach ist ein ehemaliges Kloster der Kartäuser in Eisenach im Bundesland Thüringen. Der Konvent bestand von 1378 bis 1525.

## Geschichte

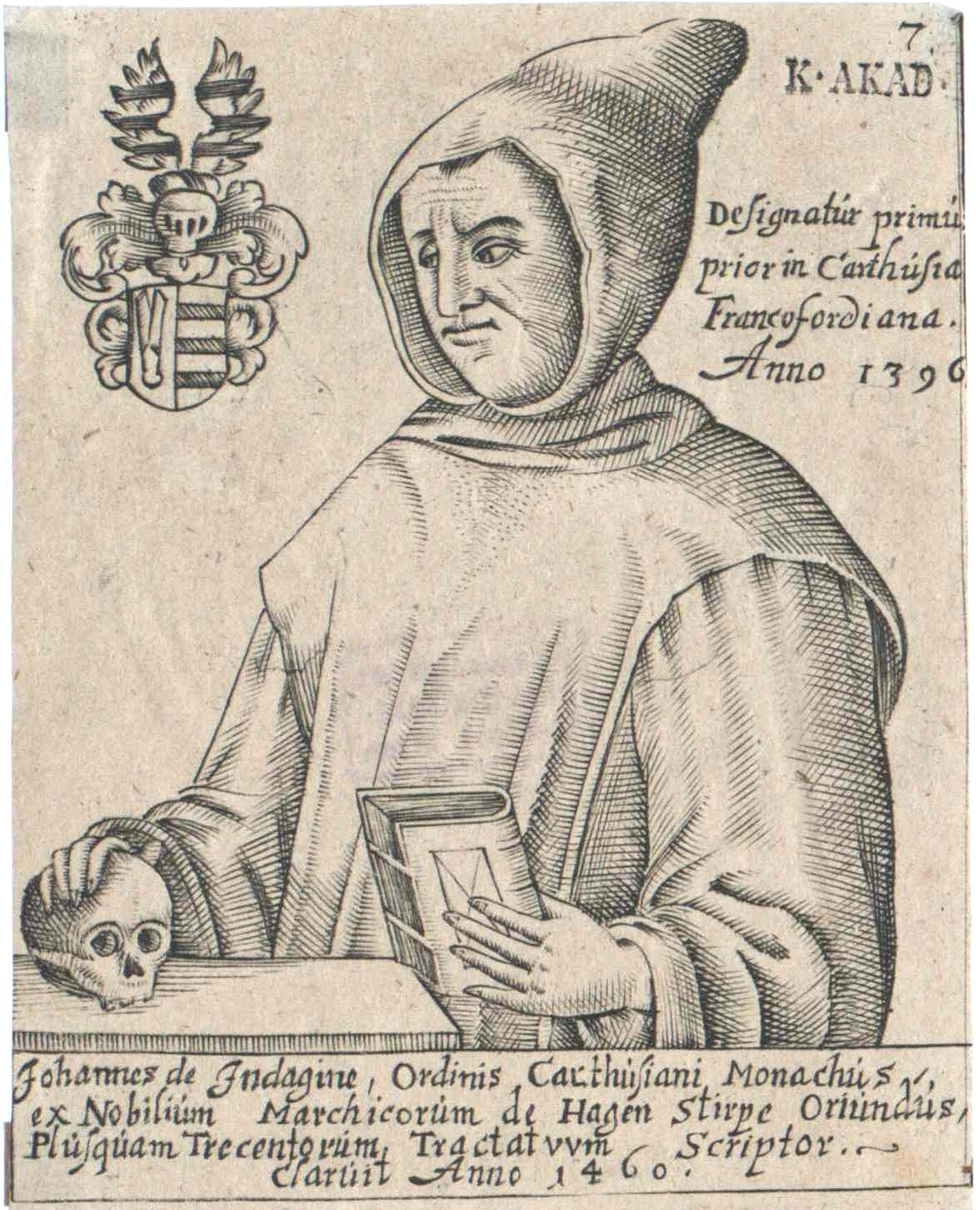
Johannes de Indagine

Die Kartause „Domus Vallis Sanctae Elisabeth“ (deutsch: „Haus im Tal der Heiligen Elisabeth“) wurde ab 1378 mit Unterstützung der Landgrafen Friedrich III., Wilhelm I. und Balthasar errichtet. Die ersten Mönche kamen in den Jahren 1378–1383 aus dem Kartäuserkloster Erfurt. Die Klosteranlage legte man außerhalb der Stadt Eisenach an, vor dem „Frauentor“ im Süden der Stadt. 1382 gliederte das Generalkapitel die Neugründung offiziell in den Orden ein.
Ihre größte Blütezeit hatte die Kartause im 14. und 15. Jahrhundert. Bedeutende Gelehrte der Scholastik, wie Johannes Indaginis (eigentlich Johann von Hagen, 1415–1475), in den Jahren 1454–1456 Prior in Eisenach, später Prior der Kartause Erfurt, gingen aus dem Eisenacher Konvent hervor. Sein Nachfolger Heinrich Nemritz (Prior von 1457–1474), wirkte von 1477 bis 1482 als Generalvisitator der niederdeutschen Ordensprovinz der Kartäuser.
Die Reformation spaltete die Brüder. Bereits zu Beginn der 1520er Jahre schlossen sich einige Mönche der Lehre Martin Luthers an.

### Aufhebung und spätere Nutzung
Beim „Eisenacher Pfaffensturm“, am 24. April 1525, wurden die Gebäude geplündert und schwer beschädigt. Die Mönche und Nonnen aller Eisenacher Klöster wurden der Stadt verwiesen. Das Kloster wurde aufgehoben und Kurfürst Johann beschlagnahmte die Anlagen. Kurfürst Johann Friedrich I. ließ das säkularisierte Kloster bis 1537 instand setzen und nutzte das Gelände zunächst als Lustgarten. Während des Dreißigjährigen Krieges wurde die Anlage geplündert.
1694 wurde in den Klostergebäuden durch Herzog Johann Georg II. ein Waisen- und Spinnhaus eingerichtet. Der Garten diente als herzoglicher Küchengarten. 1717 bis 1721 entstand ein neues Zucht- und Waisenhaus mit Textilmanufaktur. Um 1790 erfolgte durch Hofgärtner Johann Georg Sckell die Umgestaltung in einen Landschaftsgarten. Nach Schließung des Waisenhauses im Jahr 1819, dienten die Gebäude als Straf- und Besserungsanstalt.
Heute befindet sich auf dem ehemaligen Klostergelände der Kartausgarten, der ab 1845 von Hermann Jäger (1815–1890) seine heutige Gestalt erhielt.

## Bauwerke
Das Gärtnerhaus im Zentrum des Kartausgartens mit dem klassizistischen „Teezimmer“, zeigt letzte, sichtbare Baureste der Kartause.